# Илиян Василев
 Тази статия е за българския дипломат.  За футболиста вижте Илиян Василев (футболист).  
Илиян Драганов Василев е български дипломат, посланик е на Република България в Русия от 2000 до 2006 г.

## Биография
Роден е на 7 юли 1956 година в София в семейството на инженер и икономистка. През 1974 година завършва 114-а английска гимназия, а след военната си служба завършва международни отношения във Висшия икономически институт „Карл Маркс“.
През 1981 – 1990 г. по времето на комунистическия режим е сътрудник в Международния отдел на Българския земеделски народен съюз (БЗНС). На тази длъжност сътрудничи на Отдел 01 ДС при Софийско градско управление, който според твърдения на Държавна сигурност събира от него информация за чуждестранни контакти на БЗНС, като през февруари 1988 година е вербуван за секретен сътрудник на Държавна сигурност. Според доклада за вербуването му е приел да сътрудничи по „идеологически, морални и политически мотиви“. Няма документи подписани от него лично.
След 1990 година е резидент-мениджър, консултант по международно строителство и развитие във фирма „Дж. Джоунс и Ко“ и представител на фирмата в България, а през 1994 – 1997 г. е изпълнителен директор на ДОО „Хоум сервиз“; изпълнителен директор и вицепрезидент на Българската международна стопанска асоциация, председател на Агенцията за чуждестранни инвестиции. Основател и почетен председател на Българския икономически форум и на Икономическия форум за Югоизточна Европа. Член на УС на Българската асоциация за външна политика. От 2007 г. до април 2011 е председател на Делойт България. Заместник-председател е на българския Реформ Юнион клуб. Инициатор и координатор на Софийското бизнес училище.
Управляващ партньор на консултантската компания по анализи на проектни и стратегичски рискове „Иновейтив енерджи солюшънс“ ЕООД.
Автор е на множество статии и анализи по международни отношения, икономика, финанси, енергетика и енергийна сигурност.
Заради дейността, посланик Василев е включен в „черния списък“ на руското Външно министерство със забрана да влиза в Русия – един от 89 граждани на Европейския съюз.